# Stefánia Palota és Honvéd Kulturális Központ
A Stefánia Palota és Honvéd Kulturális Központ egy kulturális intézmény Budapest XIV. kerületében, a Stefánia úton, pár háznyira a Városligettől. Az intézmény két, egymás mellett álló épületből áll, amiből az egyik a Stefánia Palota, a másik pedig az 1979-ben átadott Honvéd Kulturális Központ. A Magyar Néphadsereg (ma Magyar Honvédség) kulturális-üdülési céljainak kiszolgálására alakult 1948-ban.

## Története

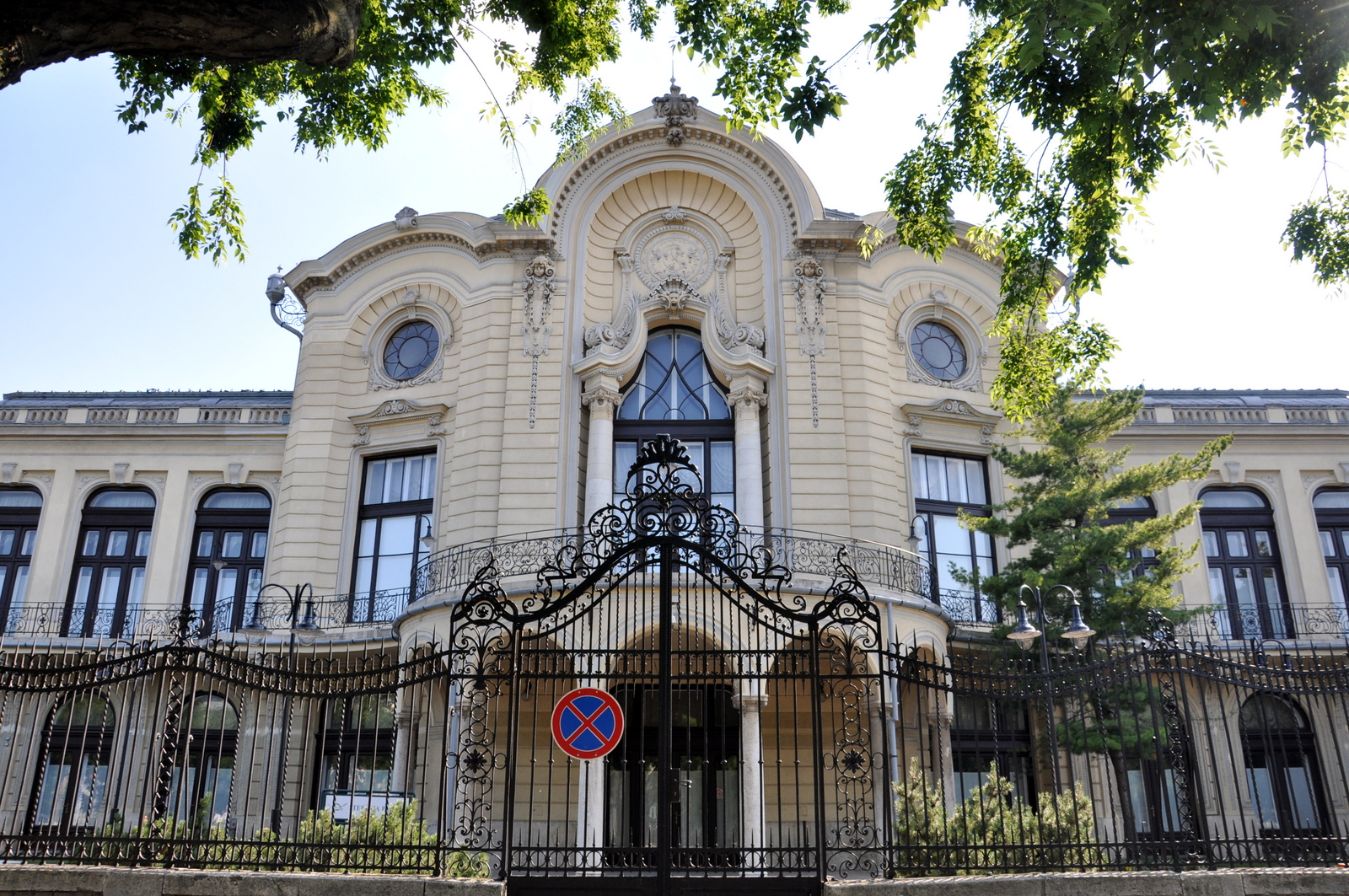
A Stefánia Palota

A kulturális intézet a második világháború után alakult, amikor a Stefánia palotát államosították és a Magyar Néphadsereghez került kulturális-üdülési célokra. 
A palota súlyos károkat szenvedett a harcokban, teljes felújítása egészen 1965-ig húzódott. Az épületben 1952-től 1956-ig Békés Itala színésznő vezetésével egy amatőr színjátszócsoport működött, aki akkoriban a Magyar Néphadsereg Színházában játszott. Ezt 1956-ban az Irodalmi Színpad, majd az 1970-es években az Ifjúsági Színház váltotta. A színháztermet 1978. június elsején adták át.
A két épület (különösen a Stefánia Palota) kedvelt rendezvényhelyszín. Mind a mai napig a magyar hadsereg tulajdonában állnak, ahogy az üzemeltető alapítvány is, ám ma már bárki számára szabadon látogatható.